# Małszyce (województwo kujawsko-pomorskie)
Małszyce – wieś w Polsce, położona w województwie kujawsko-pomorskim, w powiecie golubsko-dobrzyńskim, w gminie Ciechocin, przy drodze wojewódzkiej nr 569.

## Podział administracyjny
| SIMC    | Nazwa           | Rodzaj    |
| ------- | --------------- | --------- |
| 0842437 | Bory Małszyckie | część wsi |

W latach 1975–1998 miejscowość administracyjnie należała do województwa toruńskiego.

## Demografia
Według Narodowego Spisu Powszechnego (III 2011 r.) wieś liczyła 300 mieszkańców. Jest piątą co do wielkości miejscowością gminy Ciechocin.

## Historia
Po wojnie Ministerstwo Bezpieczeństwa Publicznego utworzyło we wsi obóz pracy nr 136 dla byłych żołnierzy AK i podziemia niepodległościowego.